# Ga Wolgye
Ga Wolgye là ga trên Tàu điện ngầm Seoul tuyến 1. Nó ở phía Bắc thành phố, nó nằm trên tuyến nối trung tâm thành phố Seoul với các thành phố đến phía Bắc ở Gyeonggi-do.

## Bố trí ga
| ↑ Nokcheon          |
| \| ２               |
| Đại học Kwangwoon ↓ |

| 1 | ●Tuyến 1 | ← Hướng đi Uijeongbu · Yangju · Dongducheon · Yeoncheon |
| 2 | ●Tuyến 1 | → Hướng đi Đại học Kwangwoon · Hoegi · Guro · Incheon → |